# Therese Kamph

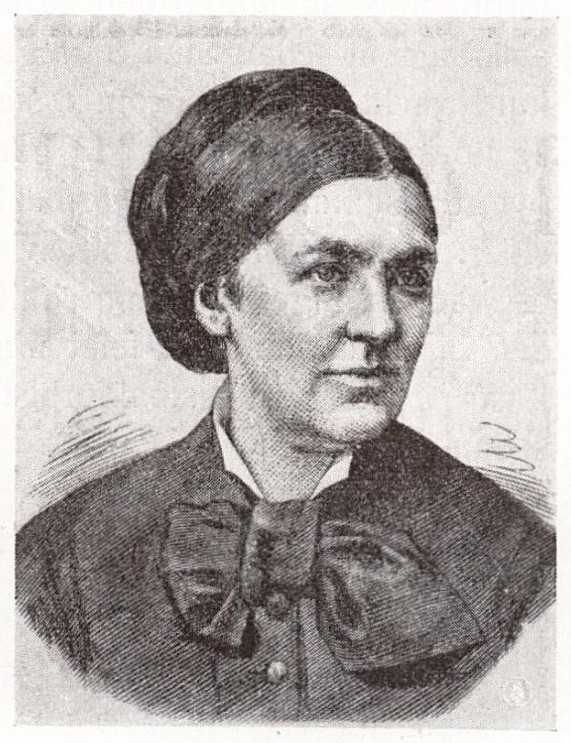
Therese Kamph.

Therese Kamph, född den 25 februari 1836 på egendomen Vidön i Värmland, död den 19 oktober 1884, var en svensk lärare. Hon var föreståndare för Kjellbergska flickskolan 1872–1884. 

## Biografi
Kamph var den näst yngsta av nio barn till en regementskommissarie, som avled då hon var fyra år. 
Hon utbildades fram till femton års ålder på den Weinbergska flickpensionen i Karlstad, därefter på en läroanstalt i Hamburg, och grundade vid arton års ålder tillsammans med sin syster först en flickpension i Karlstad, och därefter en ny i Kristinehamn. 1870 flyttade hon med sin familj till Stockholm, där hon gav privatlektioner och studerade vid Högre lärarinneseminariet.

### Kjellbergska flickskolan
Våren 1872 efterträdde hon Helena Eldrup som föreståndare vid Kjellbergska flickskolan. Skolan hade vid hennes tillträde 40 elever och tre klasser. Kamph hade målet att utvidga skolan till en av landets främsta läroanstalter. 
Hon ville reformera lärometoderna, införa en mer praktisk språkundervisning, gynna modersmål, och göra småbarnsundervisningen mer lättåskådlig. Hon beskrivs som energisk, handlingskraftig, mångsidig, med ett häftigt temperament men också med en livlig charm och med stor social förmåga att vinna över andra på sin sida, något som var till nytta eftersom hon på grund av sina radikala idéer och brådska att omsätta radikala reformer i praktiken ofta skapade konflikter. Hon ska ha upprätthållit en strikt disciplin genom en medfödd auktoritet, och hennes undervisning beskrivs som klar och enkel. Hon gjorde flera studieresor för att hämta och införa nya idéer. 
Hon beskrivs som en “stark, varm och ursprunglig personlighet, som med klart förstånd visste vad hon ville och med rikt hjärta för alla dem, som behövde henne — och det var många — skötte det som hon skulle sköta, en personlighet, som helt och hållet gick upp i sin livsgärning och för den offrade sin rika kraft, sin 
begåvning, sin hälsa, sitt liv“. 
Hon tog sin uppgift på allvar och ska ha sagt: 
"Om jag går under, får någon annan övertaga min plats; om jag icke kan sköta den, har jag inte rätt att med min person stå i vägen för en god sak."
Vid hennes död hade skolan ökat till en tioårig kurs med 160 elever. Hon lyckades också införa en seminariekurs för att utbilda kvinnliga lärare, ett projekt hon länge arbetat med och som infördes vid hennes död. 
Efter hennes död stod tjänsten som föreståndare vakant i två år: skolans äldsta lärare, Hanna Lindström, fick temporärt sköta föreståndarens uppgifter, men hon förvaltade enbart posten och fick aldrig titeln föreståndare.